# Pamialluk

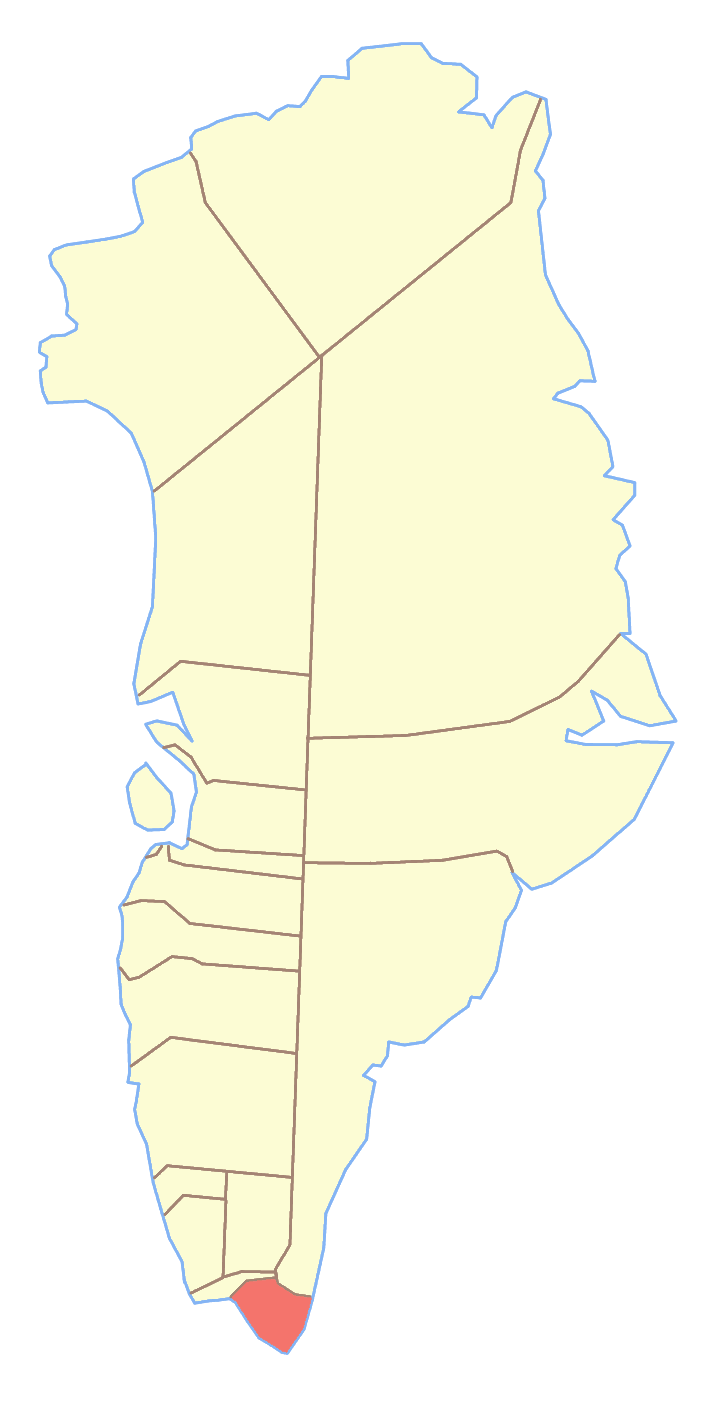
Territorio dell'ex comune di Nanortalik, dove si trova Pamialluk

Pamialluk (o Pamiagdluk, danese Sedlevik Ø) è un'isola disabitata della Groenlandia di 206 km². Prima della riforma municipale groenlandese apparteneva alla contea della Groenlandia Occidentale e al comune di Nanortalik. Oggi fa parte del comune di Kujalleq.